# 慕容脱
慕容脱（?—?），五胡十六国時代後燕人物，昌黎郡棘城县人，後燕开国皇帝慕容垂弟弟的儿子。
慕容脱在後燕被封为彭城王。慕容垂将翟魏政权灭亡后，392年六月，任命慕容脱担任徐州刺史，镇守黎陽。